# Макфи, Кейт
Кейт Элизабет Макфи (англ. Cait Elizabeth MacPhee) — британский физик, молекулярный биофизик, занимающаяся изучением поведения белков.
Член Эдинбургского королевского общества (2016), доктор философии (1999), профессор биологической физики University of Edinburgh School of Physics and Astronomy.
Она также занимается астробиологией и вопросами происхождения жизни.

## Биография
Кейт Макфи имеет австралийское происхождение. Окончила с отличием кафедру биохимии Мельбурнского университета (бакалавр, 1995), на медицинском факультете в этом же университете в 1999 году получила степень доктора философии по биофизике. В 1999—2000 годах постдок в Оксфордском центре молекулярных наук (Oxford Centre for Molecular Sciences) как исследовательский член ученого общества St Hilda's College, Oxford, а также в 1999—2001 годах член ученого общества имени Дороти Ходжкин Королевского общества в Оксфордском университете. В 2001—2005 годах университетский исследовательский участник Королевского общества (Royal Society University Research Fellowship) и лектор Кавендишской лаборатории Кембриджа, состояла в обществе Girton College, Cambridge и Кингс-колледжа; а в 2006—2011 годах университетский исследовательский участник Королевского общества в Эдинбургском университете. Профессор биологической физики последнего с 2011 года.
Участник Института физики, Королевского химического и биологического общества, член RSE Young Academy of Scotland.
Отмечена медалью Габора Лондонского королевского общества (2018).
CBE (2016).
Замужем, двое детей.